# Arturo Vázquez Ayala
Arturo Vázquez Ayala (Città del Messico, 23 giugno 1949) è un allenatore di calcio ed ex calciatore messicano, di ruolo difensore.
Soprannominato "el Gonini" dal nome di una popolare auto Renault dell'epoca.

## Caratteristiche tecniche
Forte e solido, aveva notevole velocità e buona tecnica, interpretò il ruolo di difensore moderno spesso partecipando anche alle azioni offensive.
Ha ricevuto per ben cinque volte il premio per il miglior difensore del campionato messicano.

## Carriera

### Club
Ha giocato per l'UNAM con la maglia numero 4 e in seguito ha giocato per Chivas e Atlante.
Nella stagione 1981/1982, giocò nella stessa squadra, tra gli altri, di Grzegorz Lato, vincendo il titolo di vicecampione del Messico, e nel 1983 ha vinto la più prestigiosa competizione del continente, la CONCACAF Champions Cup. 
Ha deciso di smettere con la carriera nel calcio professionistico all'età di 36 anni. 
Tra l'altro, egli ha detenuto per anni il record di presenze consecutive con l'Atlante, record poi eguagliato e superato dal portiere Federico Vilar.

### Nazionale
Vázquez Ayala fece il suo debutto con la rappresentativa del Messico, allenata da Javier de la Torre, l'8 agosto 1973, perdendo 2 a 1 in amichevole contro la Polonia.
Con la nazionale messicana ha preso parte al campionato del mondo 1978, tenutosi in Argentina indossando per l'occasione anche la fascia da capitano e realizzando su rigore il gol tuttavia inutile nella sfida persa dalla compagine del "Tricolor" contro la Tunisia per 3 a 1.

### Dopo il ritiro
Al termine della sua carriera Ayala Vázquez è diventato allenatore. La prima esperienza nella nuova professione, nel giugno 1988, fu per la sua ex squadra l'Atlante FC, per sostituire il tecnico Manuel Lapuente. Ha guidato la squadra nelle ultime due partite della stagione 1987-1988, subendo due sconfitte. In seguito, sempre con l'Atlante ha firmato un contratto più di dieci anni più tardi, nel novembre del 1998, questa volta diventando il successore di Miguel Mejíi Barón e anche questa volta guidando la squadra per due partite, una vinta e una persa. Sotto la sua guida il team ha interrotto una serie di nove partite di campionato consecutive senza una vittoria. Nel 2005 è stato allenatore dell'Est. Santander in seconda divisione, che ha però allenato per diversi mesi consecutivi senza molto successo.